# Calling You
Calling You è la canzone tema del film Bagdad Café del 1987, originariamente registrata dalla cantante statunitense Jevetta Steele.

## Contenuti e pubblicazioni
Il tema musicale fu registrato anche dallo stesso compositore, autore e produttore del brano, Bob Telson. La versione di Telson fu inserita nella colonna sonora del film, insieme alla versione di Javetta Steele. Calling You fu pubblicata come singolo promozionale nel 1988 negli Stati Uniti e nel resto del mondo. Il singolo includeva come lato B altre tracce provenienti dalla colonna sonora di Bagdad Café, come la versione di Bob Telson o la canzone Zwiefach interpretata da Deininger Blasmusik.
Calling You fu candidata agli Academy Award del 1989 nella categoria Migliore canzone originale.
Il singolo ebbe un successo mediocre; in Francia e Svezia riuscì a raggiungere la top ten delle classifiche dei singoli più venduti.

## Formati e tracce
CD Singolo Rimasterizzato (Francia) (MK2 Music: 010003000000)
1. Calling You (Version Originale) – 5:24 (Bob Telson)
2. Calling You (Remasterisation Arkamys) – 5:22 (Telson)

CD Singolo Promo (Stati Uniti) (Great Jones: PRCD 622-2)
1. Calling You (Edit) – 4:30 (Telson)

LP Singolo 7" (Francia) (Disques Adès: 11.153)
1. Jevetta Steele – Calling You – 5:21 (Telson)
2. Jearlyn Steele - Battle, Tommy Joe White, Marianne Sägebrecht – Brenda, Brenda (The Magic Duet) – 6:22 (Lee Breuer, Percy Adlon)

LP Singolo Promo 7" (Giappone) (Island Records: TD-1216)
1. Jevetta Steele – Calling You – 5:20 (Telson)
2. Bob Telson – Calling You – 5:18 (Telson)

LP Singolo 7" (Italia, Svezia) (Island Records: BCNP 18; Island Records: IS-385)
1. Jevetta Steele – Calling You – 5:20 (Telson)
2. Bob Telson – Calling You – 5:18 (Telson)

LP Singolo 7" (Regno Unito) (Island Records: IS 385)
1. Jevetta Steele – Calling You – 3:36 (Telson)
2. Deininger Blasmusik – Zweifach – 2:31 (Otto Ebner)

LP Maxi Singolo 12" (Spagna) (Island Records: 3A 613 157)
1. Jevetta Steele – Calling You – 3:36 (Telson)
2. Deininger Blasmusik – Zweifach – 2:28 (Ebner)
3. Bob Telson – Calling You – 5:18 (Telson)

LP Singolo Promo 12" (Stati Uniti) (Great Jones: GJ-602 DJ)
1. Calling You (Edited Version) – 3:34 (Telson)
2. Calling You (Album Version) – 5:20 (Telson)

## Classifiche
| Classifica (1988)          | Posizione massima raggiunta |
| -------------------------- | --------------------------- |
| Francia (SNEP)             | 8                           |
| Svezia (Sverigetopplistan) | 9                           |

## Cronologia di Uscita
| Paese       | Data | Formato      |
| ----------- | ---- | ------------ |
| Francia     | 1988 | CD           |
| Francia     | 2001 | Vinile (7")  |
| Italia      | 1988 | Vinile (7")  |
| Regno Unito | 1988 | Vinile (7")  |
| Spagna      | 1988 | Vinile (12") |
| Svezia      | 1988 | Vinile (7")  |

## Calling You(versione di Céline Dion)
Céline Dion interpretò una cover di Calling You in molti concerti avvenuti tra il 1990 e il 1996, tanto che la performance del 1994 al teatro Olympia di Parigi fu registrata inclusa nell'album live À l'Olympia e pubblicata come primo e unico singolo promozionale dell'album in Europa nel dicembre 1994.

### Antefatti e pubblicazioni
La cantante canadese eseguì la sua versione di Calling You durante le sue tournée della prima metà degli anni '90: Unison Tour, The Colour of My Love Tour e D'eux Tour. Il brano fu cantato anche in occasioni televisive nel corso degli anni.
Molte interpretazioni dal vivo della Dion furono inserite in molti album dal vivo. La performance del 1991 al Winter Garden Theatre fu pubblicata sulla VHS Unison del 1991 come quella del 1994 all'Olympia di Parigi,  inserita nell'album live À l'Olympia. Nel 1995 la performance allo Zenith di Parigi fu inclusa nel DVD Live à Paris. Calling You fu pubblicata anche come traccia del lato B dei singolo della Dion: Only One Road e Pour que tu m'aimes encore.
Il singolo uscì in Europa nel dicembre 1994 ed entrò nella classifica dei 100 singoli più venduti inj Francia, nell'ultima settimana del 1994, raggiungendo la posizione numero settantacinque. Calling You uscì dalla classifica dopo cinque settimane.
Jose F. Promis di AllMusic, nella recensione dell'album À l'Olympia, citò la cover di Calling You di Céline, definendola "unica" ed elogiò la sua voce chiamandola una "meraviglia tecnica".
Nel 2006, la versione di Céline Dion di Calling You è stata l'accompagnamento musicale di una coreografia del reality show americano So You Think You Can Dance attuata dalla pluri-premiata agli Emmy Award, la coreografa Mia Michaels che nel 2007 vinse con la stessa Calling You il Primetime Emmy Award for Outstanding Choreography.

### Formati e tracce
CD Singolo (Francia) (Columbia: COL 661 033-1)
1. Calling You – 4:04 (Bob Telson)
2. Le fils de Superman – 4:28 (testo: Luc Plamondon – musica: Germain Gauthier)

LP Singolo 7" (Europa) (Columbia: COL 661033 7)
1. Calling You – 4:04 (Telson)
2. Le fils de Superman – 4:28 (testo: Plamondon – musica: Gauthier)

LP Singolo 12" (Europa) (Columbia: COL 661033 6)
1. Calling You – 4:04 (Telson)
2. Le fils de Superman – 4:28 (testo: Plamondon – musica: Gauthier)

### Classifiche
| Classifica (1994) | Posizione massima raggiunta |
| ----------------- | --------------------------- |
| Francia (SNEP)    | 75                          |

### Crediti e personale
Registrazione
- Registrato dal vivo all'Olympia di Parigi il 28 e 29 settembre 1994

Personale
- Ingegnere del suono - Marcel Gouin
- Mixato da - Denis Savage
- Musica di - Bob Telson
- Produttore - Ian Donald
- Produttore esecutivo - Vito Luprano
- Testi di - Bob Telson

### Cronologia di uscita
| Paese   | Data | Formato            |
| ------- | ---- | ------------------ |
| Francia | 1994 | CD                 |
| Europa  | 1994 | Vinile (7"), (12") |

## Cover di altri interpreti

### 1989-1992
Di Calling You fu realizzata anche una cover in spagnolo intitolata Casi a ras del suelo e cantata dalla cantante spagnola Ana Belén per il suo album del 1989, Rosa de amor y fuego. La canzone è stata anche registrata da Paul Young e inserita nel suo album del 1990 Other Voices. Nel 1990 fu pubblicata un'altra cover di Calling You, questa volta dalla cantante jazz americana Madeline Eastman che incluse il brano nel suo album d'esordio del 1990, Point of Departure. Nel 1991 anche Finn Martin e Muriel Laude pubblicarono un album, intitolato Duo, contenente una cover della canzone di Bagdad Café. La cantante canadese Holly Cole ed il suo gruppo Holly Cole Trio pubblicarono nel 1991 il loro terzo album, Blame It on My Youth, il quale conteneva una cover di Calling You lanciata come singolo in Giappone nel 1992. Holly Cole inserì la canzone anche nel suo album live It Happened One Night (1996) e nel graeatest hits The Holly Cole Collection Vol. 1 (2004). Des'ree registrò una sua versione di Calling You e la pubblicò nel 1992 come lato B del suo singolo Why Should I Love You. Nello stesso anno gli artisti australiani Andrew Pendlebury e Kate Ceberano incisero un duetto sulla canzone, pubblicata come singolo nel 1992.

### 1993-1999
Il soprano norvegese Sissel Kyrkjebø nel suo album del 1993, Gift of Love, inserì una cover di Calling You. Il brano fu anche interpretato da George Michael e pubblicato nel 1993 sull'EP Five Live. Nello stesso anno Giorgia pubblicò il suo secondo album live One More Go Round contenente una versione della canzone, contemporaneamente anche George Benson pubblicò un album, Love Remembers, con inclusa Calling You. Nel suo album Aquele Frevo Axé (1998), la cantante brasiliana Gal Costa inserì una cover di questa canzone. Nel 1998 anche Patti Austin pubblicò un album intitolato Street of Dreams, il quale includeva la cover di Calling You. Paloma San Basilio registrò il brano in duetto con sua figlia come parte del suo album Perlas pubblicato nel 1999. Nello stesso anno il produttore svedese Christian Falk pubblicò una nuova versione di questa canzone con la voce di Jevetta Steele. La canzone fu pubblicata come singolo promozionale dell'album Quel bordel (1999). Il dj britannico A: xus registrò un featuring con Naomi in versione deep house intitolata Bagdad Cafe di cui fu reslizzato anche un videoclip musicale pubblicato nel 1999.

### 2002-2013
Nel 2002 Natalie Cole pubblicò Ask a Woman Who Knows, un album che includeva la cover di Calling You. La canzone è stata anche registrata da Gwyneth Herbert e Will Rutter nel loro album First Songs (2003). Anche Barbra Streisand inserì una propria versione del brano nel suo album di canzoni di opere cinematografiche, The Movie Album pubblicato nel 2003. La cover di Jeff Buckley registrata nel 1993 fu pubblicata dieci anni dopo sull'album postumo Live at Sin-é. Una versione in studio di Buckley, anch'essa del 1993, è stata inclusa nella raccolta del 2016 You and I. Lara Fabian interpretò una cover di Calling You durante il concerto all'Olympia a Parigi del 2003, registrato e inserito sul CD/DVD En Toute Intimité. La canzone è stata registrata anche dalla cantante polacca Edyta Górniak e inclusa nell'edizione polacca del suo album Invisible del 2003. La cantante tedesca Juliette Schoppmann registrò una sua versione del brano uscito come singolo nel 2003 e inserito sul suo album Unique. L'album omonimo dell'esordiente band britannica Ikon includeva una cover registrata con la cantante Kirsty Hawkshaw. Anche Etta James incise una cover della canzone inserita nel suo album pubblicato nel 2006, All the Way. Nello stesso anno uscì un singolo, Moodswings (to Come at Me like That), il quale includeva come seconda traccia una cover di Calling You, registrata dalla cantante britannica Charlotte Church. Il tema fu interpretato anche da Luiza Possi e inserito nel suo album live del 2007 Luiza Possi Ao Vivo - A Vida è Mesmo Agora. L'album pubblicato nel 2008 dalla cantante giapponese Aoi Teshima, intitolato The Rose - I Love Cinemas, raccoglie le canzoni appartenute alle più famose opere cinematografiche tra le quali Calling You. Nel 2009 Lorraine Hunt Lieberson pubblicò il suo album Lorraine Hunt-Lieberson at Ravinia contenente una cover della canzone registrata nel 2004 mentre un anno dopo il mezzosoprano svedese Anne Sofie von Otter e il pianista statunitense Brad Mehldau incisero insieme un disco contenente una cover del tema di Bagdad Café. La band Fragile incluse la loro versione della canzone nel loro album del 2010 Next Level. Nel 2010 Pedro Aznar pubblicò la sua versione del brano nel suo album A solas con el mundo. Il Trio Désolé con Lorraine Caron registrò la canzone nel 2013 e la pubblicò sull'album Sweet Surrender.